# Verton
Verton – miejscowość i gmina we Francji, w regionie Hauts-de-France, w departamencie Pas-de-Calais.
Według danych na rok 1990 gminę zamieszkiwało 1947 osób, a gęstość zaludnienia wynosiła 176 osób/km² (wśród 1549 gmin regionu Nord-Pas-de-Calais Verton plasuje się na 370. miejscu pod względem liczby ludności, natomiast pod względem powierzchni na miejscu 266.).